# Fédération française des usagers de la bicyclette
La Fédération française des usagers de la bicyclette, i daglig tale FUB (mellem 1980 og 2010, brugtes forkortelsen
FUBICY), er det franske cyklistforbund. Det er oprettet i 1980 for at promovere brugen af cykelen som dagligt transportmiddel og som supplement til den kollektive trafik.